# Erdbebengebiet Kölner Bucht

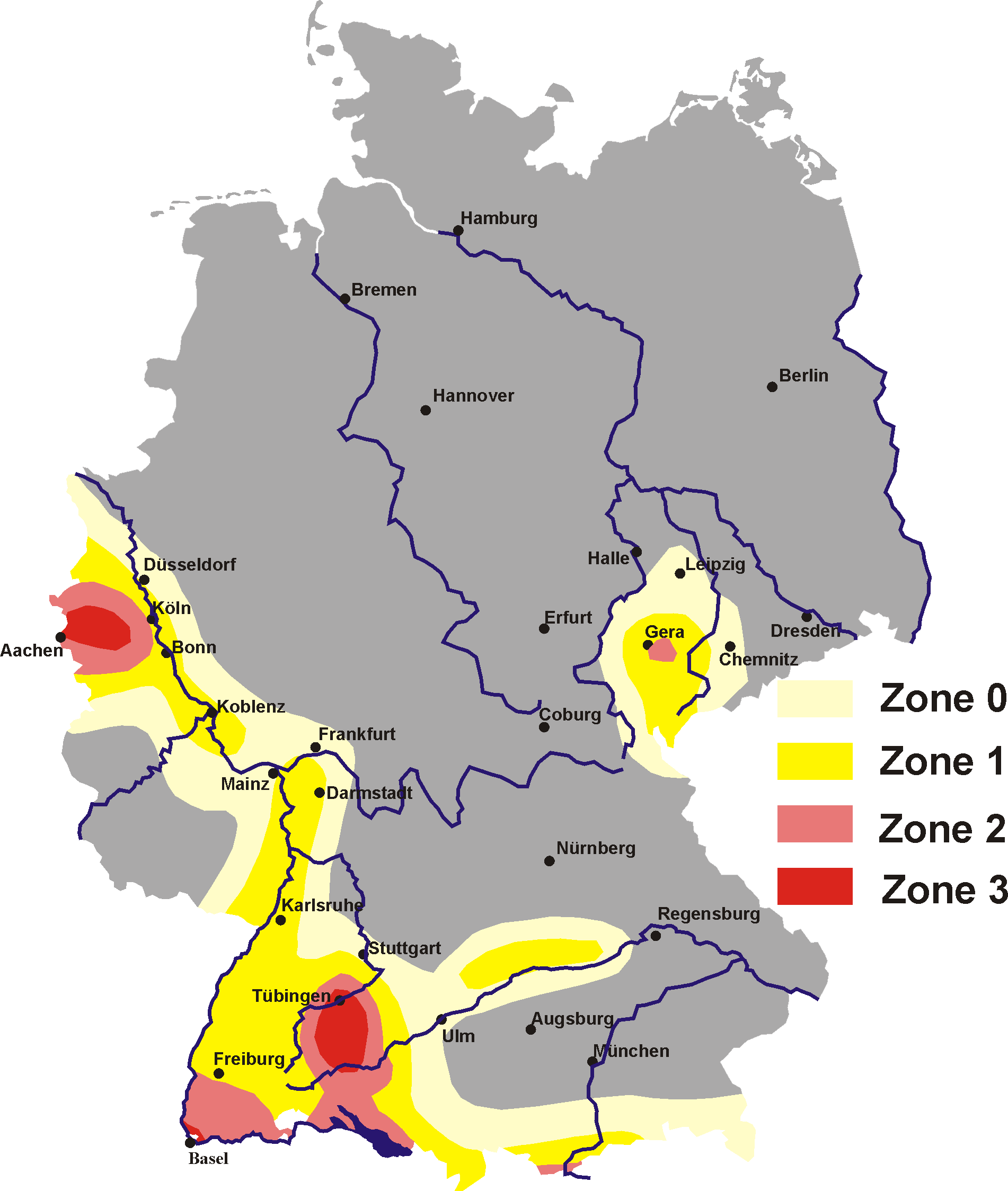
Erdbebenzonen DIN 4149

Die Kölner Bucht ist ein Teil der rheinischen Erdbebenzone, die sich vom Erdbebengebiet Basel bis in die Beneluxstaaten erstreckt.

## Entstehung
Die Kölner Bucht liegt nicht an der Grenze zwischen zwei Kontinentalplatten, wo Erdbeben sonst häufig auftreten, wie z. B. in Japan.
Die Beben in der Kölner Bucht entstehen dadurch, dass die afrikanische Platte südlich von Italien gegen die eurasische Platte drückt. Dieser Druck wird weitergeleitet. So entstehen in Mitteleuropa Zug- und Druckspannungen, die sich in Schwächezonen, wie der Kölner Bucht, als Erdbeben entladen. Im Zuge dieser Erdbeben senkt sich die Kölner Bucht langsam ab.

## Bedeutung
Seit 1975 werden die Erdbeben der Kölner Bucht erfasst und veröffentlicht. Mehrmals im Monat gibt es in der Kölner Bucht Kleinbeben, die in der Regel nicht gespürt werden, beispielsweise im November 2005: Mersch (Jülich) und Eschweiler (2. November, Stärke 0,7 bis 1,2), Alsdorf-Blumenrath (11. November, Stärke 0,7), Erp (13. November, Stärke 1,0), Bergheim-Niederaußem (16. November, Stärke 0,9), Roermond (19. November, Stärke 1,2), Bad Ems (21. November, Stärke 2,2), Mersch (22. November, Stärke 0,8).

## Erdbeben in der Vergangenheit
Frühe Erdbeben sind erfasst seit 880 (Mainz) und 1080 (Köln).
Der aktuelle Kölner Erdbebenkatalog reicht bis in die Zeit um 1600 zurück:
| Datum                                                                      | Epizentrum                                      | Stärke                                  | Anmerkungen |
| -------------------------------------------------------------------------- | ----------------------------------------------- | --------------------------------------- | --- |
| 18. September 1640                                                         | Raum Düren                                      | 5,5 geschätzt.                          | Einige beschädigte Häuser in Düren und Köln. In Dortmund wird der Kirchturm von St. Reinoldi beschädigt und stürzt 1661 ein. |
| 19. Februar 1673                                                           | Raum Rolandseck                                 | unbekannt                               | Ein Erdbeben zerstört Teile der Burg Rolandseck |
| 1692                                                                       | Raum Aachen                                     | unbekannt                               | Einsturz des Turmes der Augustinerkloster Aachen |
| 26./27. Dezember 1755                                                      | Raum Aachen                                     | unbekannt                               | Mehrere mäßige Erdstöße |
| 18. Februar 1756                                                           | Beben bei Düren                                 | VIII auf der Mercalliskala              | es war eines der stärksten Erdbeben in Mitteleuropa und bis heute das stärkste überlieferte Erdbeben in Deutschland. Zwei Tote wurden gezählt, viele Gebäude wurden schwer beschädigt oder zerstört. In Aachen wurden ebenfalls zwei Personen erschlagen und ein Mann schwer verletzt. |
| 19. Januar 1757, 1758 und 1759 sowie am 9. Juni 1771 und 15./16. Juli 1773 | Raum Aachen                                     | Mehrere mäßige Erdstöße                 | Schäden unbekannt |
| 23. Februar 1828                                                           | Raum Aachen                                     | unbekannt                               | Schäden unbekannt |
| 19., 22., 31. Oktober 1873                                                 | Raum Herzogenrath                               | mäßige Erdstöße                         | Es wird von Gebäudeschäden berichtet |
| 1877                                                                       | Raum Herzogenrath                               | nicht überliefert                       | Erneut werden Gebäude beschädigt |
| 26. August 1878                                                            | Raum Tollhausen bei Elsdorf                     | nicht überliefert                       | Ein Toter und einige beschädigte Gebäude. In Aachen stürzen zahlreiche Schornsteine um, Gebäude wurden beschädigt. |
| 18. November 1881                                                          | Raum Aachen                                     | nicht überliefert                       | Nach Chronikangaben war der Erdstoß in den Regierungsbezirken Aachen, Köln, Düsseldorf, Arnsberg und Münster sowie in Teilen von Belgien und Hollands zu spüren. Am 24. November wurde ein geringer starkes Nachbeben registriert.                                                     |
| 20., 23. November 1932                                                     | Raum Aachen                                     | nicht überliefert                       | Schäden unbekannt |
| 14. März 1951                                                              | Raum Euskirchen                                 | 5,8                                     | verursacht erhebliche Sachschäden; 11 Personen wurden verletzt. |
| 19. Februar 1971                                                           | Raum Roermond (Niederlande)                     | 4,7                                     | |
| 24. Mai 1982                                                               | Raum Waldfeucht                                 | 3,2                                     | |
| 8. November 1983                                                           | Raum Lüttich                                    | 5,1                                     | |
| 11. Dezember 1985                                                          | Raum Simpelveld (Niederlande)                   | Zwei Erdstöße mit den Stärken 2 und 3,5 | |
| 13. April 1992                                                             | Roermond-Beben (Niederlande)                    | 5,9                                     | erhebliche Schäden; es folgten in den nächsten Wochen mehr als 150 Nachbeben |
| 22. Juli 2002                                                              | Raum Alsdorf                                    | 5,0 Tiefe 14,4 km                       | Menschen kamen nicht zu Schaden; einige Gebäude wurden leicht beschädigt. Das Beben war auch noch in Teilen des Ruhrgebietes spürbar. |
| 3. August 2007                                                             | Raum Plaidt                                     | 3,9                                     | Das Beben war in Koblenz, im Westerwaldkreis, im Rhein-Sieg-Kreis, in Euskirchen, Bonn und in Köln spürbar. |
| 14. Februar 2011                                                           | Erdbeben von Nassau 15 km östlich von Koblenz   | 4,2 bis 4,5 Tiefe 12 km                 | Das Beben war noch in Dierdorf, Bonn, Düsseldorf, Köln und im Rhein-Main-Gebiet zu spüren. |
| 8. September 2011                                                          | Raum Goch                                       | 4,6 Tiefe ca. 3 km.                     | |
| 17. Mai 2014                                                               | Raum Mühltal                                    | 4,0                                     | |
| 22. Dezember 2015                                                          | Raum Bergheim-Paffendorf                        | 2,7 Tiefe ca. 1 km.                     | |
| 26. Juli 2017                                                              | Raum Brühl                                      | 2,0 Tiefe ca. 12 km.                    | |
| 8. November 2017                                                           | Raum Hürth                                      | 2,6 Tiefe 16,1 km.                      | |
| 2. Januar 2021                                                             | Raum Mulartshütte                               | 2,8 Tiefe 11 km                         | |
| 14. Januar 2021                                                            | 2,6 Km nordöstlich von Roetgen                  | 2,6 Tiefe ca. 10 km                     | |
| 16. April 2023                                                             | zwischen Brüggen und Niederkrüchten-Overhetfeld | 2,9 Tiefe 12,9 km                       | |